# Nordsjön, Härryda kommun
Nordsjön är en sjö på gränsen mellan Västergötland och Halland och ingår i Kungsbackaåns huvudavrinningsområde. Sjöns norra del ligger i Härryda kommun och den södra ligger i Mölndals kommun. Sjön är 48 meter djup, har en yta på 2,23 kvadratkilometer och befinner sig 73,3 meter över havet. Sjön avvattnas av vattendraget Nordån, ett biflöde till Kungsbackaån.

## Beskrivning
Nordsjön är sammanbunden med den något mindre sjön Östersjön genom ett smalt sund som ligger vid byn Sundet i Landvetters socken. Sundet ligger vid sjöns östra ände. Vid den västra änden återfinns småorten Bolås.
Enligt gamla sägner är Nordsjön en så kallad bottenlös sjö. Mer nutida undersökningar har också fastslagit att sjön är mycket djup (48 meter).

## Delavrinningsområde
Nordsjön ingår i delavrinningsområde (639513-128505) som SMHI kallar för Utloppet av Nordsjön. Medelhöjden är 90 meter över havet och ytan är 5,85 kvadratkilometer. Räknas de 2 avrinningsområdena uppströms in blir den ackumulerade arean 18,09 kvadratkilometer. Nordån som avvattnar avrinningsområdet har biflödesordning 2, vilket innebär att vattnet flödar genom totalt 2 vattendrag innan det når havet efter 27 kilometer. Avrinningsområdet består mestadels av skog (61 %). Avrinningsområdet har 2,23 kvadratkilometer vattenytor vilket ger det en sjöprocent på 38 %.